# Emecho II. von Cochem
Emecho II. von Cochem (* 1336 in Cochem; † 5. Mai 1401 in Brauweiler/Pulheim) war ein deutscher Benediktinermönch und Abt in Brauweiler.

## Leben und Karriere
In der Abtei Brauweiler war er nachweislich ab 8. Dezember 1365 als Benediktiner-Mönch und vom 14. November 1371 bis 5. September 1382 als Kellner tätig, erhielt dann die Pfarrkirche in der Moselgemeinde Enkirch und verbrachte hier einige Jahre. Ab dem 10. Dezember 1385 tritt er wieder als Prior in Brauweiler auf und ist am 25. Juni 1398 nochmals als solcher bezeugt. Im Jahre 1400 soll er einstimmig zum Abt gewählt worden sein. Das Kloster Brauweiler führte er als Abt in den Jahren 1400 bis 1401.